# Rimboval
Rimboval is een gemeente in het Franse departement Pas-de-Calais (regio Hauts-de-France) en telt 124 inwoners (2005). De plaats maakt deel uit van het arrondissement Montreuil.

## Naam
De oudste vermelding van de plaatsnaam is uit 1177 als Raimboli vallis. Het betreft een samenstelling, waarbij het eerste element een afleiding is van de Frankische mannelijke voornaam Raginbald en het tweede element is afgeleid van het Latijnse woord "vallis" (dal of vallei). De plaatsnaam betekent dus « Raginbaldsdal ». De huidige Franstalige plaatsnaam is hiervan een fonetische nabootsing.
De spelling van de naam van het dorp heeft door de eeuwen heen gevarieerd. Chronologisch heette het achtereenvolgens: Raimboli vallis (1177), Raimbauval (1311), Ramboval (XV eeuw), Rimboval (1623-1631), Raymboval (1670), Remboval (XVIII eeuw), Rimbova (XIX eeuw, locale uitspraak)

## Geografie
De oppervlakte van Rimboval bedraagt 7,0 km², de bevolkingsdichtheid is 17,7 inwoners per km².
De onderstaande kaart toont de ligging van Rimboval met de belangrijkste infrastructuur en aangrenzende gemeenten.

## Demografie
Onderstaande figuur toont het verloop van het inwonertal (bron: INSEE-tellingen).